# Ribe domkyrka

Ribe domkyrka i Ribe i Danmark är en av Danmarks största domkyrkor. Domkyrkan kallas även Vor Frue Kirke efter skyddshelgonet jungfru Maria.

## Byggnadsbeskrivning och historia
Ribe domkyrka är en byggnad uppförd av tuffsten i romansk stil åren 1125-1160. Därefter har senare tillbyggnader av tegel uppförts på 1300-talet i tegelgotik – såsom det stora sydtornet och en rad tidigare sidokapell, både på norra och södra sidorna. Kyrkan restaurerades även fullständigt under åren 1883-1904 av arkitekten H.C. Amberg. Vid restaureringen återuppbyggdes av granit och tuff i sydväst sydtornet, kallat Mariatornet, som jämnats med jorden på 1700-talet; det är 50 meter högt. I det tornet hänger också kyrkans kyrkklockor.

### Ribe torn eller Borgartornet
Det fyrkantiga stora tegeltornet Ribe tårn eller Borgertårnet i nordväst är 46,5 meter högt och byggdes på 1300-talet upp som stormklocketorn och vakttorn för tornvakten, med milsvid utsikt över marsklandet utanför Ribe. Det stod färdigt 1333 och uppfördes eftersom det gamla hade störtat samman på julmorgonen 1283. Ursprungligen hade detta torn en tornspira, men när en del av tornet störtade ner 1594 och tornet reparerades 1595, fanns inte pengar till att reparera tornspiran. Därför fick tornet då platt tak och blev 12 meter lägre.

### Måttuppgifter
Kyrkan är 61,5 meter lång (varav koret 20,4) och 33,5 meter bred (med tvärskeppet). Mittvalvet över koret vid absiden har en höjd på 21 meter. Kyrkan är femskeppig och till mittskeppet sluter sig alltså fyra sidoskepp – inklusive de tidigare sidokapellen i tegel som har inkluderats i kyrkan). Dessa åtskiljs av fyra rader stenpelare, varigenom katedralens ursprungliga korsform nästan gått förlorad.

## Bildgalleri

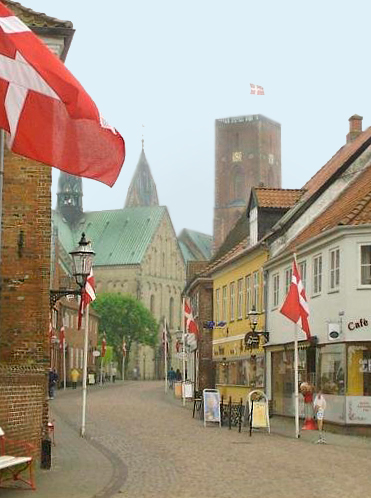
Domkyrkan från gatan Overdam i öster
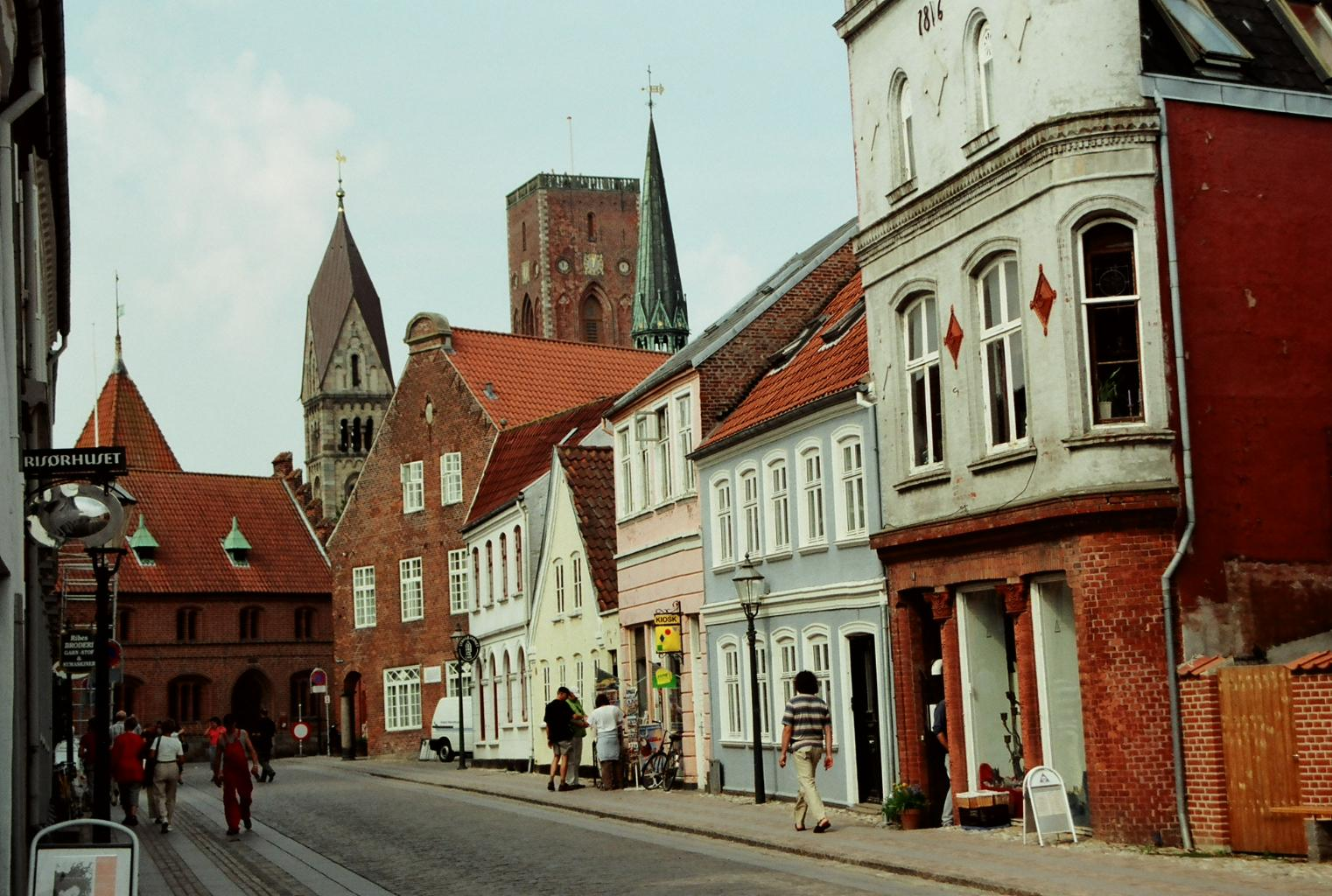
Domkyrkan från en parallellgata till gatan Overdam i öster
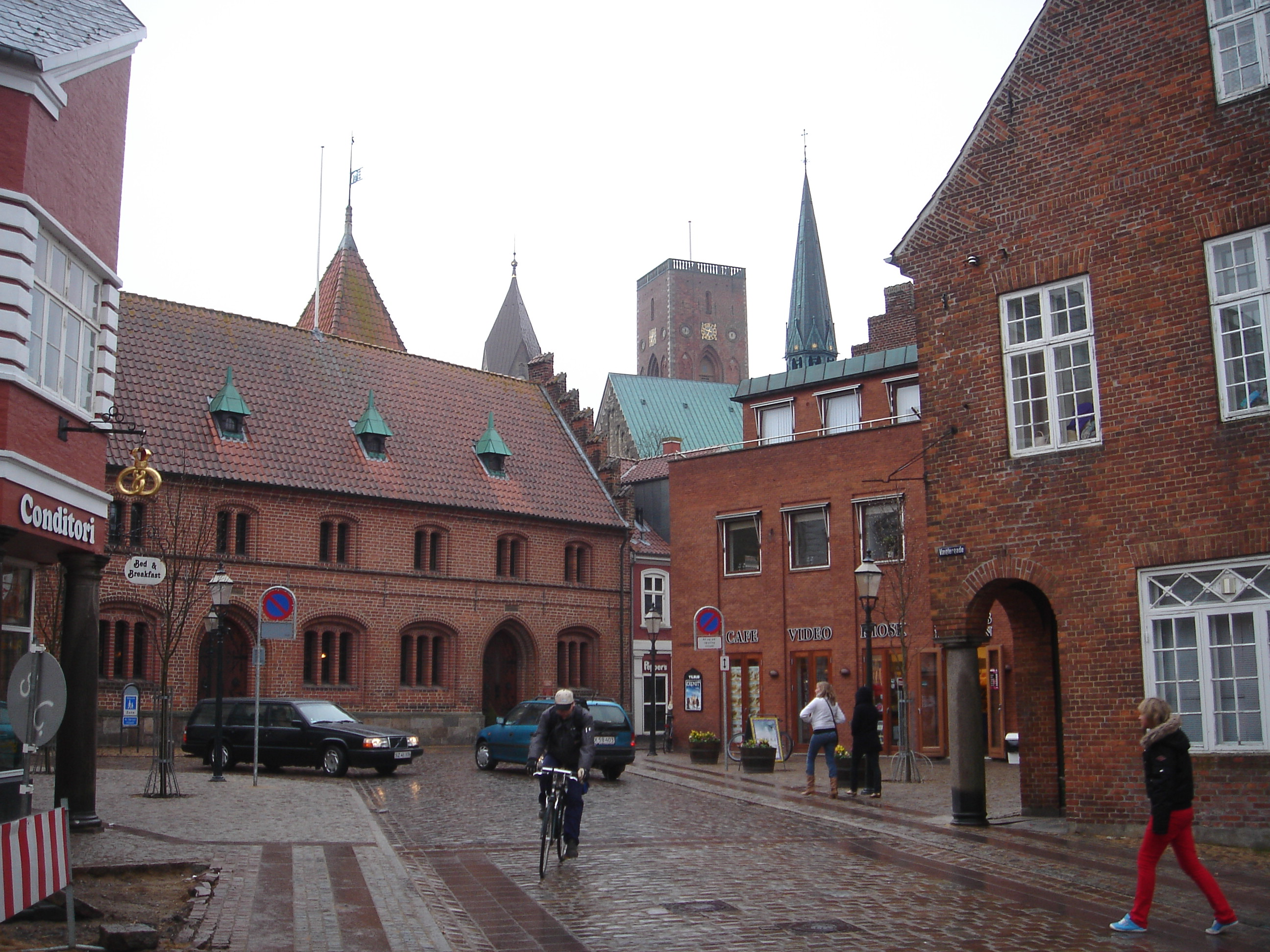
Domkyrkans tre torn skymtar över taken från en plats öster om kyrkan
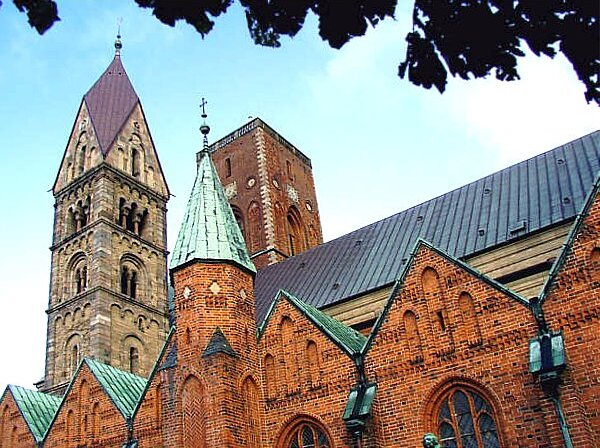
Domkyrkan från söder. Lägg märke till de senare tillbyggda tegelgotiska sidokapellen, liksom tornet i tegelgotik. De äldre delarna är byggda i romansk stil
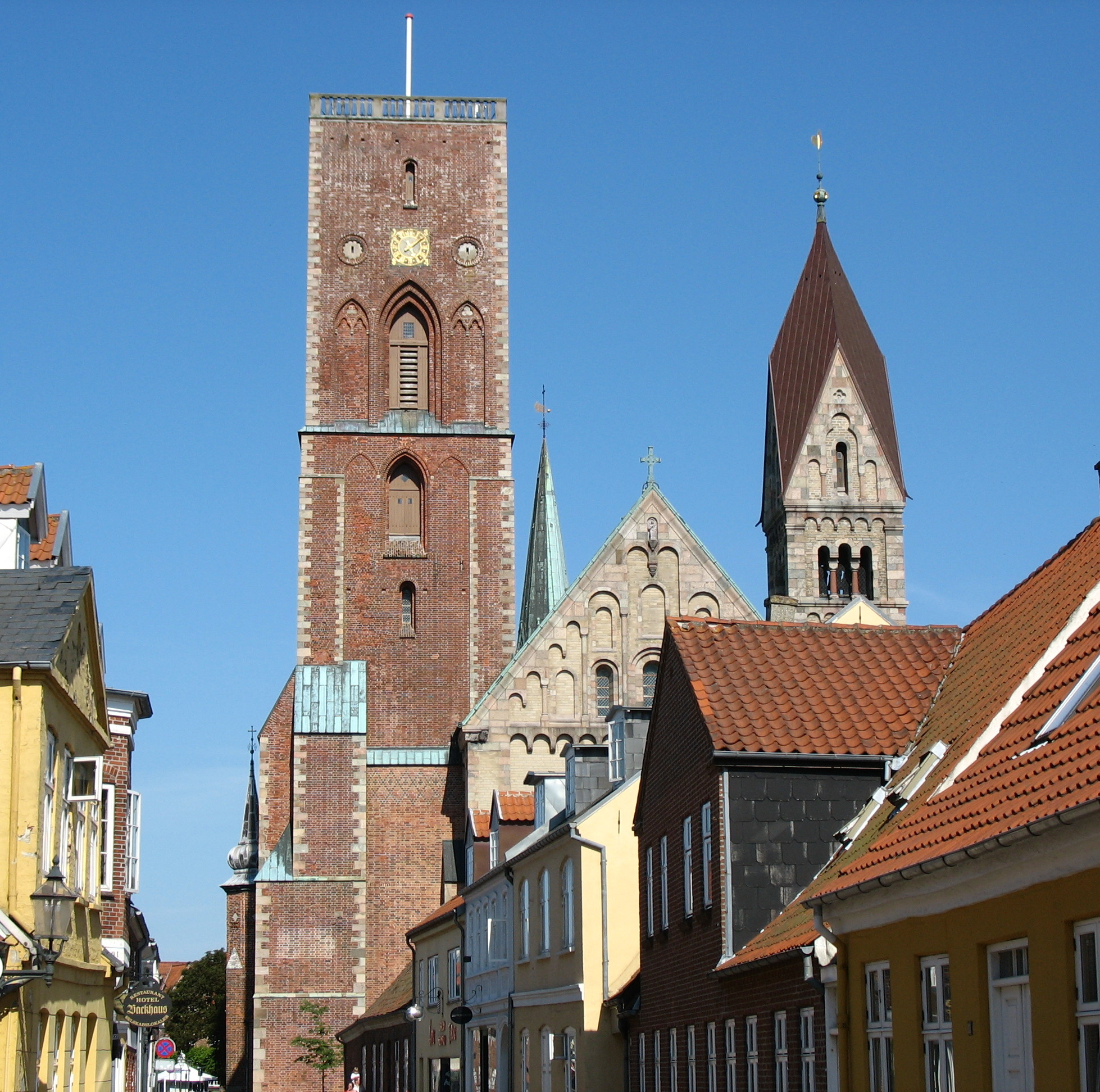
Domkyrkan från väster
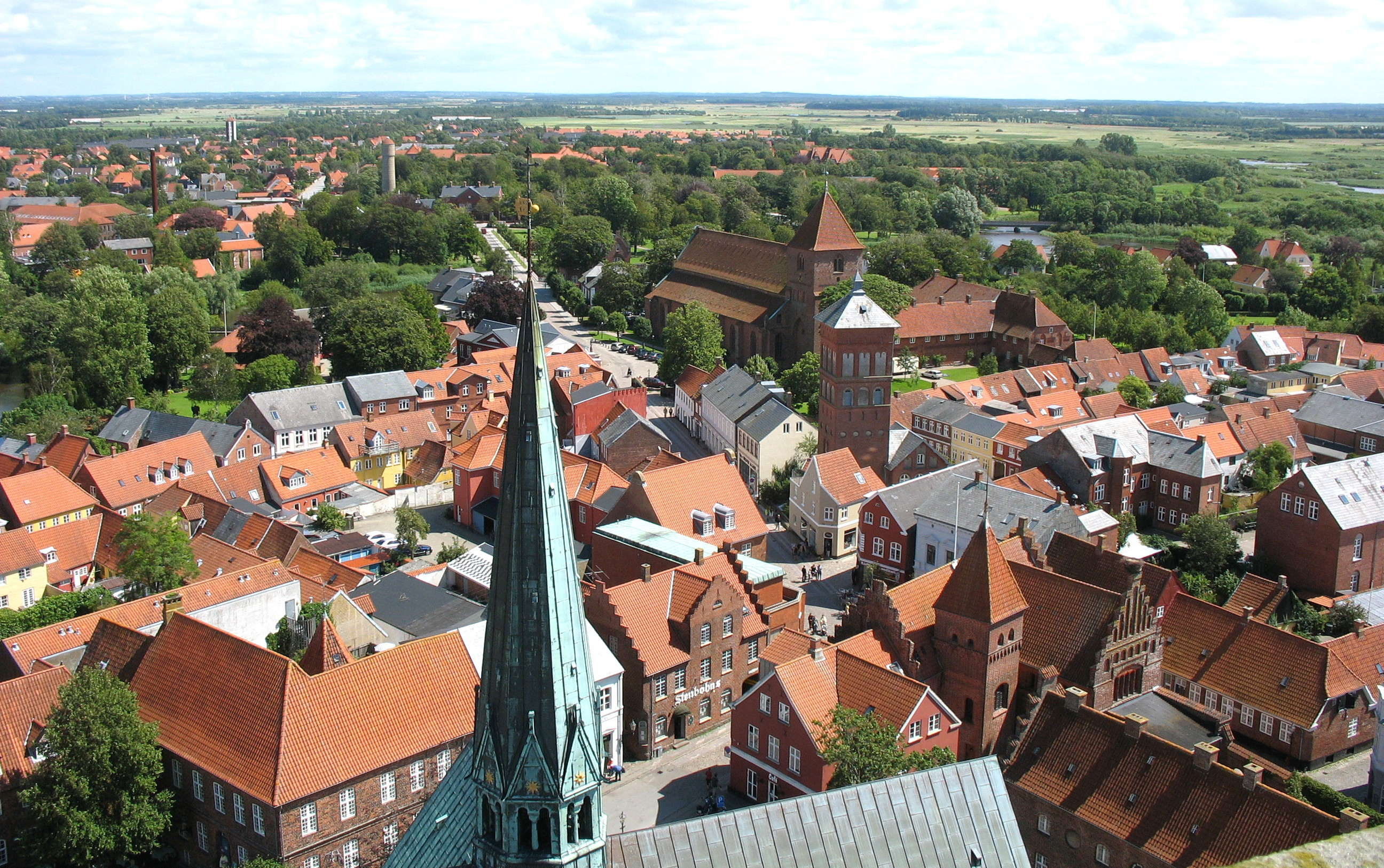
Utsikt mot öster från tornet
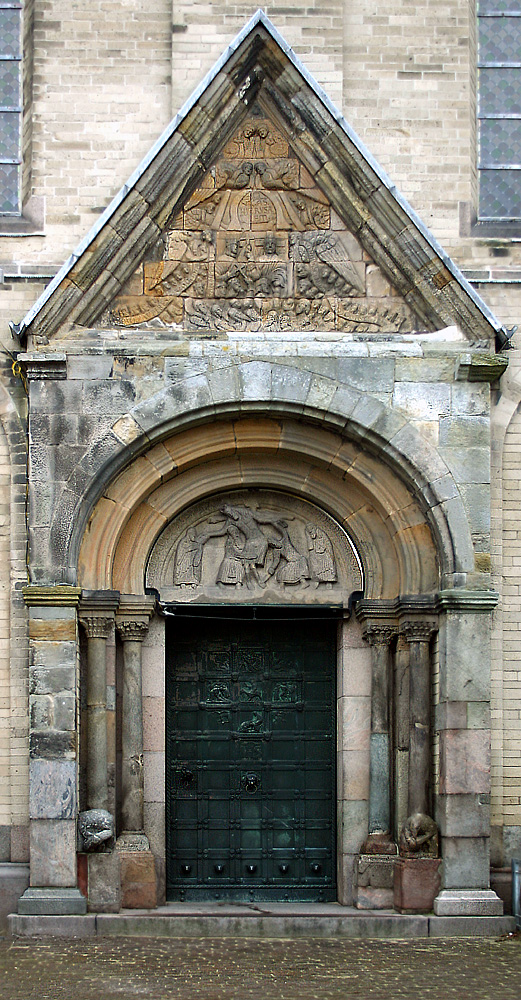
Huvuddörren i väster
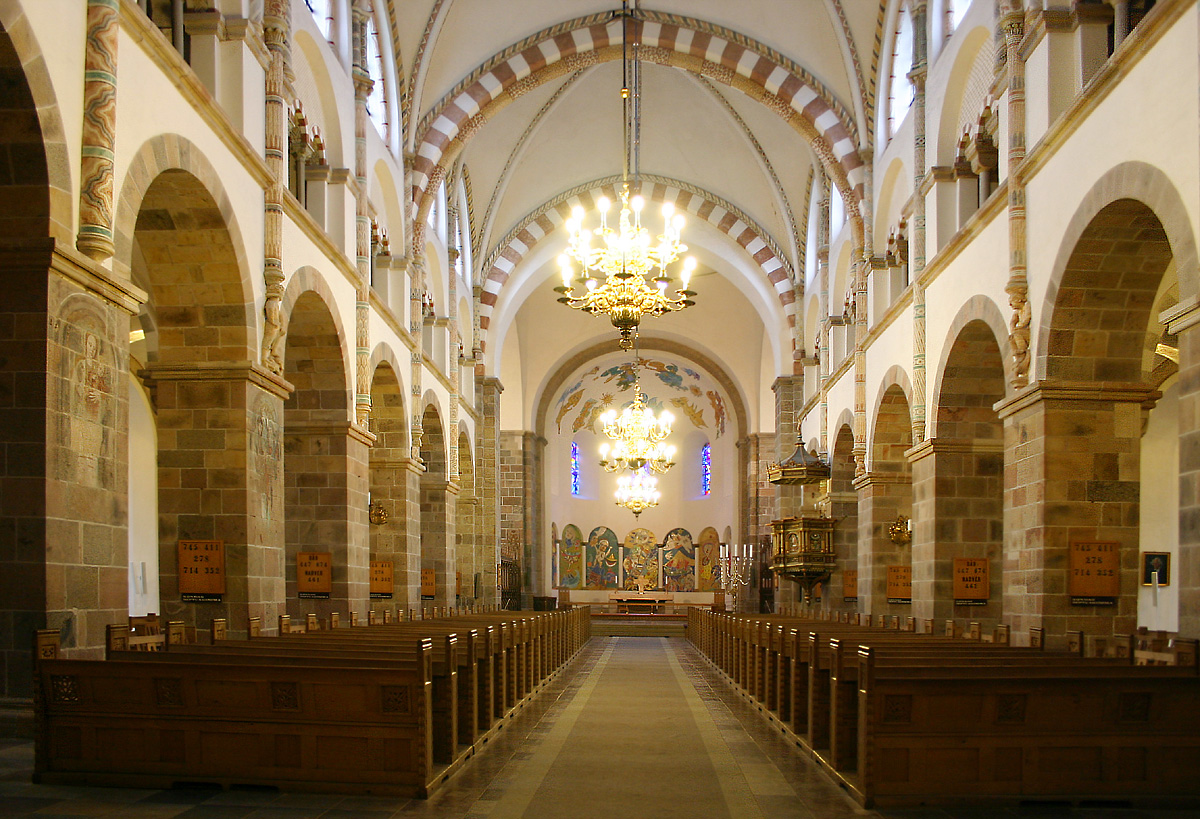
Mittskeppet, med absiden i fonden
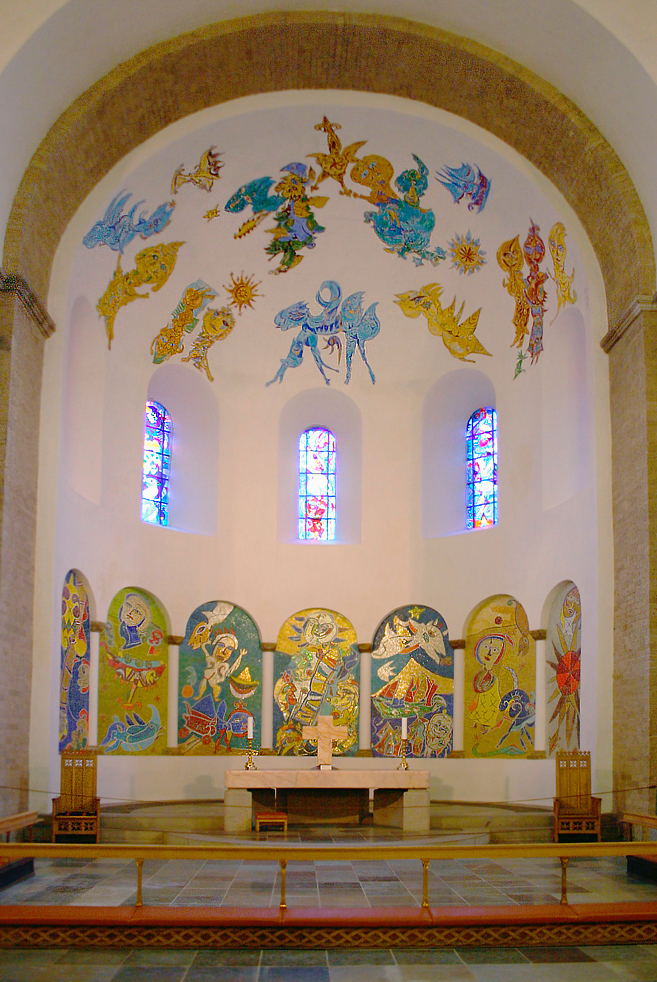
Absidvalvet är utsmyckat av Carl-Henning Pedersen
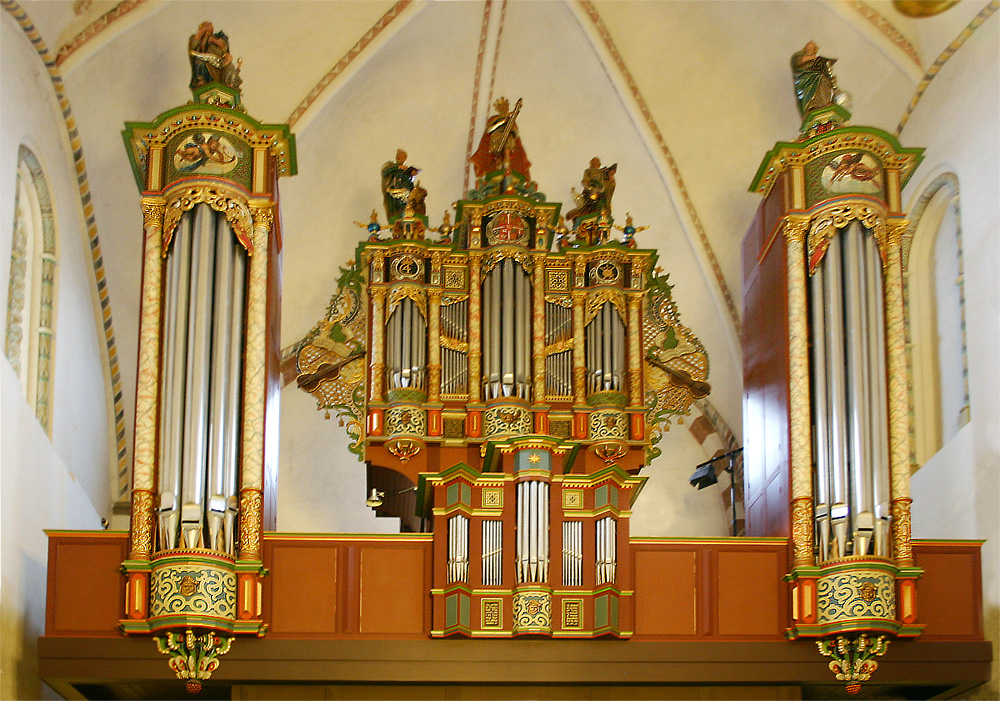
Orgeln
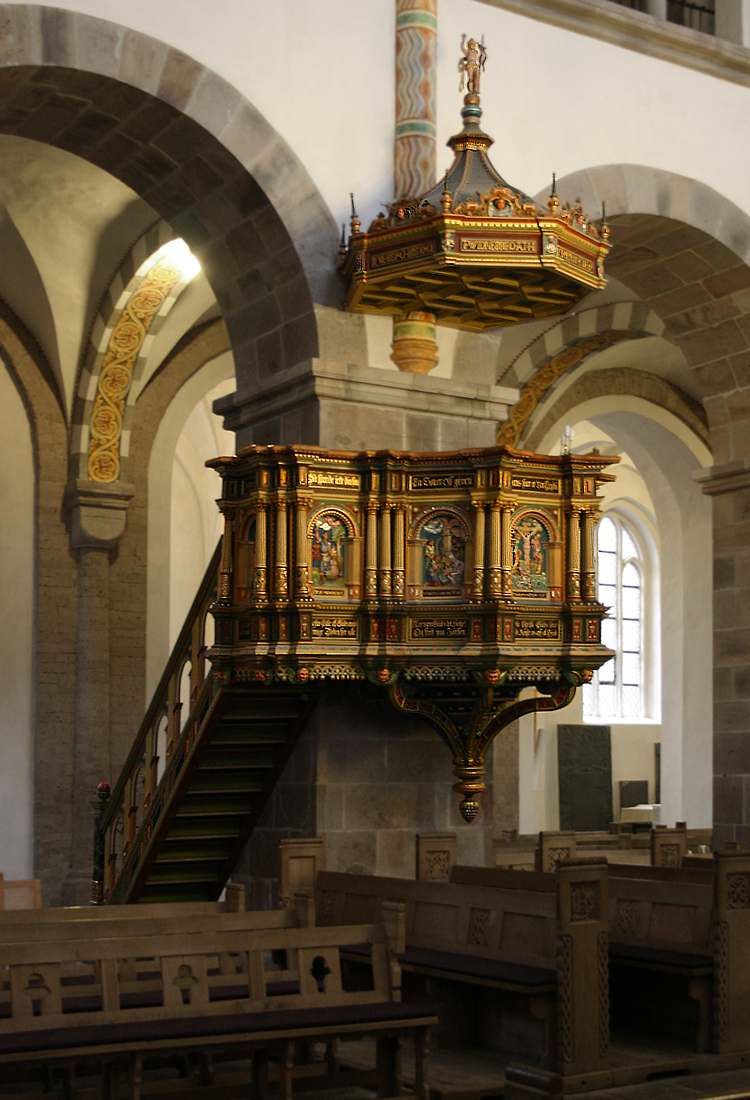
Predikstolen, tillverkad av Jens Asmussen, Odense
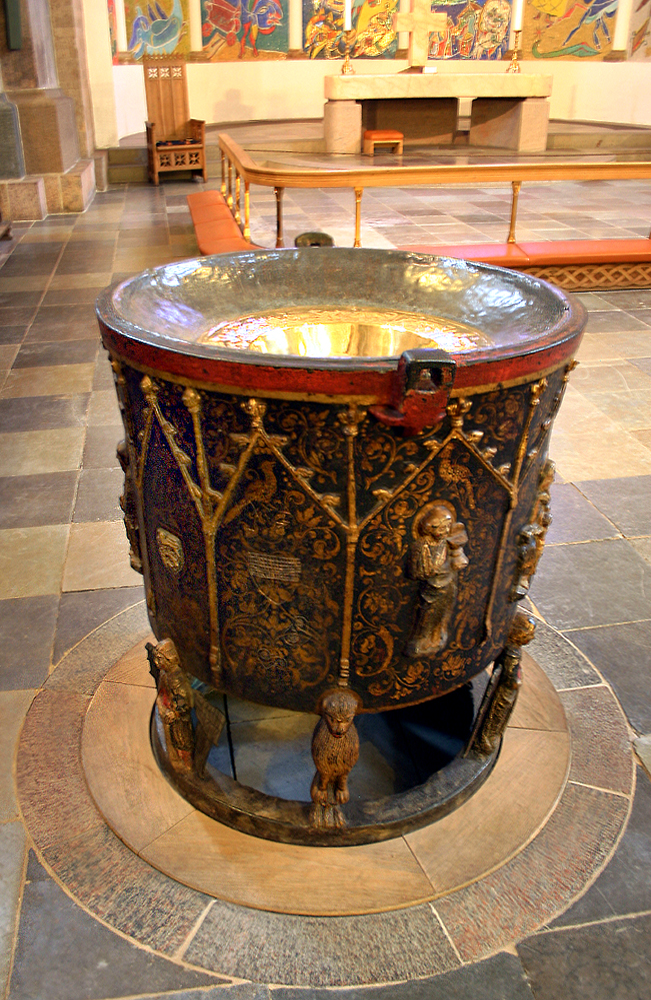
Dopfunten
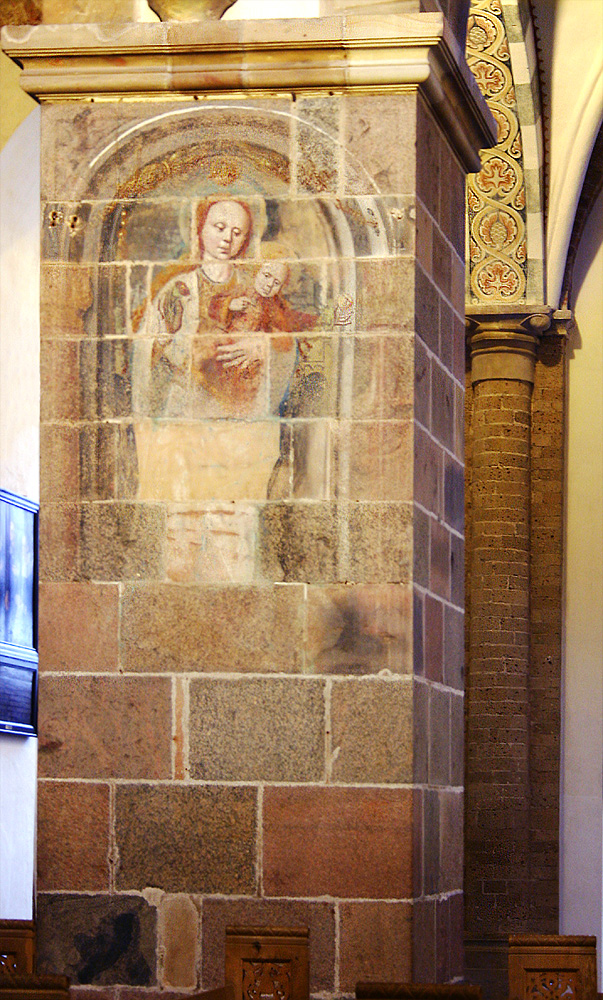
Kalkmålning på en av pelarna